# Gare de Wissembourg
La gare de Wissembourg est une gare ferroviaire française de la ligne de Vendenheim à Wissembourg, située sur le territoire de la commune de Wissembourg, dans la collectivité européenne d'Alsace, en région Grand Est.
Elle est mise en service en 1855, par la Compagnie des chemins de fer de l'Est. Son bâtiment voyageurs (BV) est détruit en 1945 ; le nouveau est ouvert en 1966.
C'est une gare de la Société nationale des chemins de fer français (SNCF), desservie par des trains régionaux du réseau TER Grand Est. Du fait de sa situation frontalière, elle est également desservie par des trains de la Deutsche Bahn et Vlexx.

## Situation ferroviaire
Établie à 159 mètres d'altitude, la gare de Wissembourg est située au point kilométrique (PK) 57,697 de la ligne de Vendenheim à Wissembourg qui, après avoir rebroussé en gare de Wissembourg, rejoint à la frontière la ligne secondaire allemande no 3433 de Neustadt à Wissembourg. Elle était autrefois l'origine, au PK −0,030, de la ligne de Wissembourg à Lauterbourg-Gare, aujourd'hui déclassée.

## Histoire

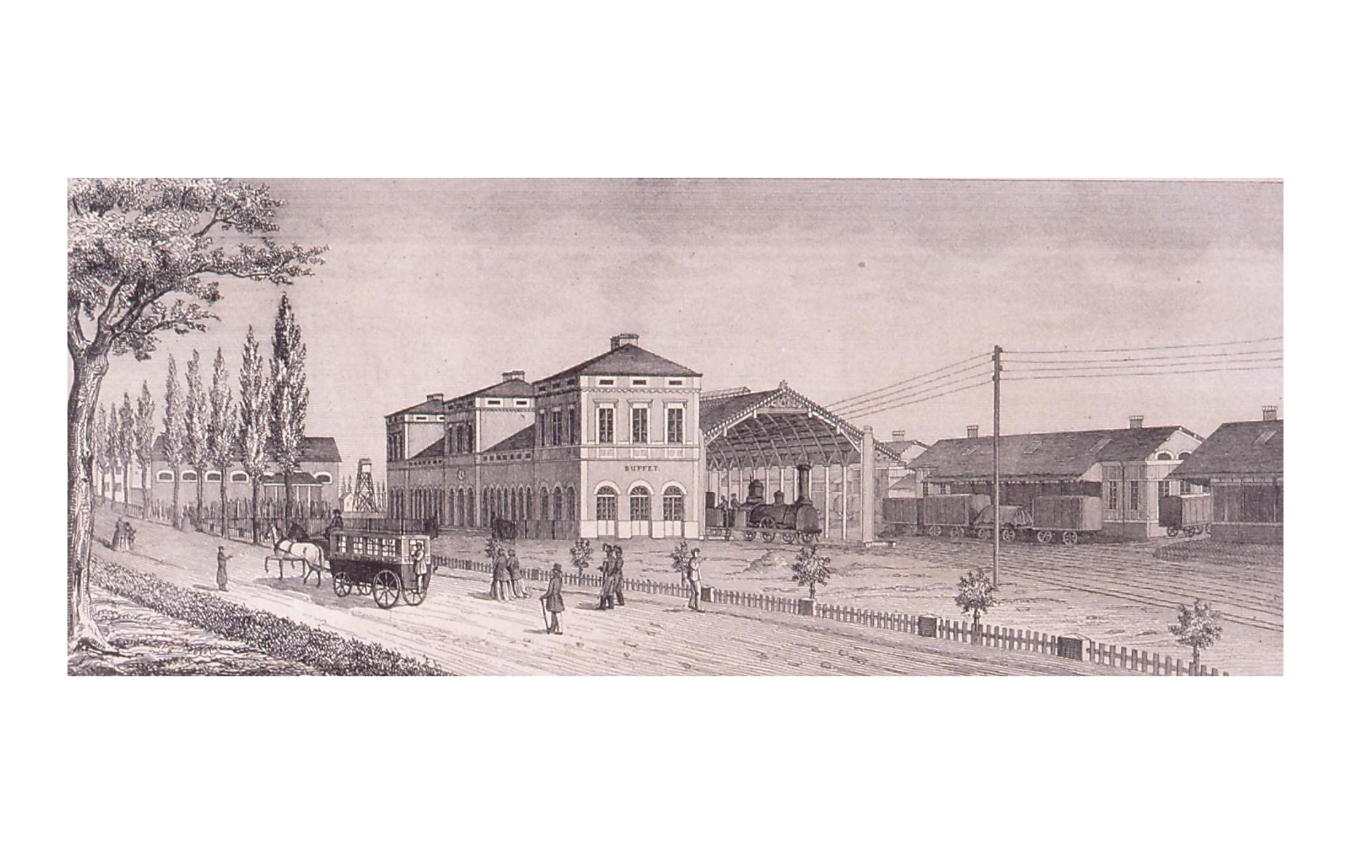
Illustration de la gare en 1857, par Ginter A. et Wentzel J.F.

La gare de Wissembourg est mise en service le 23 octobre 1855, lors de l'ouverture à l'exploitation de la section de Haguenau à Wissembourg du chemin de fer de Strasbourg à Wissembourg, par la Compagnie des chemins de fer de l'Est.
Après le traité de Francfort et le rattachement à l'Allemagne, la gare prend de l'importance. En 1894, les 100 cheminots employés doivent gérer quotidiennement 38 trains de voyageurs et 16 trains de marchandises.
Elle devient une gare de bifurcation le 1er juillet 1900, lors de la mise en service, par la Direction générale impériale des chemins de fer d'Alsace-Lorraine, de la ligne de Wissembourg à Lauterbourg.
Le bâtiment voyageurs d'origine est détruit en 1945, à la fin de la Seconde Guerre mondiale. Le chantier de construction d'un nouveau bâtiment débute en 1965 ; sa mise en service intervient en 1966.
Selon les estimations de la SNCF, la fréquentation annuelle de cette gare s'élève à 149 990 voyageurs en 2020, 186 578 en 2021 et 250 964 en 2022.

## Fréquentation
De 2015 à 2024, selon les estimations de la SNCF, la fréquentation annuelle de la gare s'élève aux nombres indiqués dans le tableau ci-dessous.
| Année                      | 2015    | 2016    | 2017    | 2018    | 2019    | 2020    | 2021    | 2022    | 2023    | 2024    |
| -------------------------- | ------- | ------- | ------- | ------- | ------- | ------- | ------- | ------- | ------- | ------- |
| Voyageurs                  | 194 148 | 187 709 | 200 694 | 194 074 | 206 134 | 149 990 | 186 578 | 250 964 | 253 716 | 267 687 |
| Voyageurs et non voyageurs | 242 686 | 234 636 | 250 868 | 242 593 | 257 667 | 187 487 | 233 222 | 313 706 | 317 145 | 334 608 |

## Service des voyageurs

### Accueil
Gare de la SNCF, elle dispose d'un bâtiment voyageurs, avec guichets, ouverts tous les jours. Elle est notamment équipée de distributeurs automatiques de titres de transport TER et de la Deutsche Bahn, ainsi que d'une salle d'attente. Des aménagements, équipement et services sont à la disposition des personnes à la mobilité réduite.

### Desserte

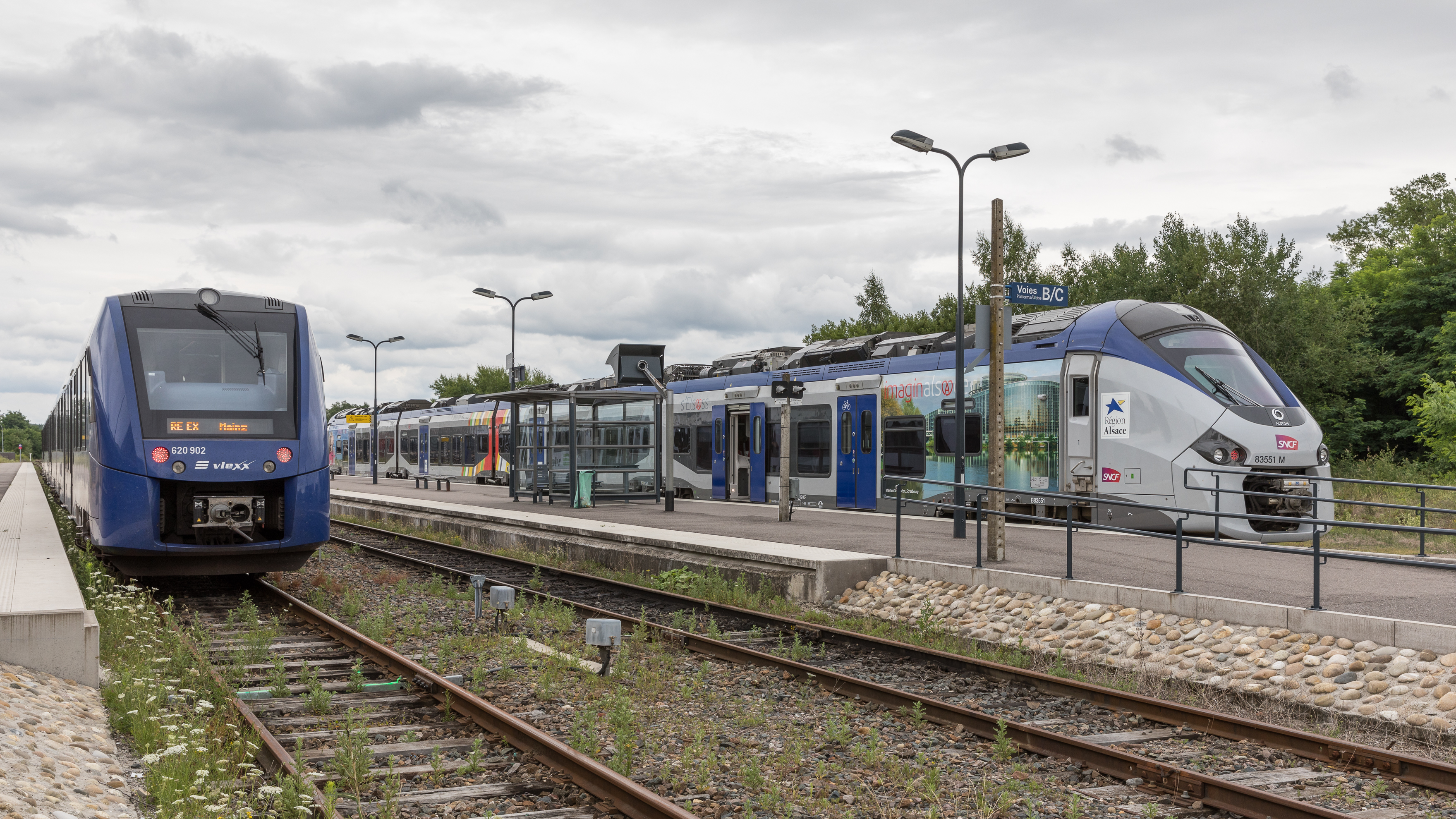
Trains vers Mayence et Strasbourg.

Wissembourg est desservie par des trains TER Grand Est, à destination de Strasbourg-Ville et de Haguenau, et par des trains régionaux allemands de la ligne RB53 ayant pour terminus Neustadt (ligne de Neustadt à Wissembourg) via Winden et Landau. Exploitée par la Deutsche Bahn, la RB53 circule chaque heure tous les jours.
De plus, les week-ends en été, des trains d'excursion circulent entre Wissembourg et Mayence (Elsass-Express) et entre Wissembourg et Coblence (Weinstraßen-Express). Ces quatre allers-retours par jour sont exploités par la compagnie privée Vlexx.

### Intermodalité
Un parc pour les vélos et un parking sont aménagés à ses abords.
Elle est desservie par des autocars du Fluo Grand Est 67 : la ligne 317 circulent les weekends vers Lembach, château de Fleckenstein et Obersteinbach. Les lignes autocars 312 (vers Betschdorf, Schwabwiller), 313 (Seltz), 314 (Lauterbourg) et 316 (Niederbronn-les-Bains) de l'ancien Réseau 67 n'existent plus. En plus, des lignes allemands desservent la gare : la 252 vers Dahn et Hinterweidenthal, et la 543 vers Bad Bergzabern (circulant chaque heure). Les deux lignes sont exploitées par Queichtal Nahverkehr (QNV) en forment partie des réseaux VRN (de) et KVV (de). En complément de la desserte ferroviaire, des autocars TER sont mis en place à des heures de faible demande.